# توکای سیاه‌سوخته
توکای سیاه‌سوخته یا توکای توسی شرقی (نام علمی: Turdus subalaris) یک پرنده گنجشک‌سان است که از تیره توکاهای راستین در خانواده توکایان است که بومی شرق آمریکای جنوبی است. در گذشته با توکای سرسیاه آندی، با یک گونه هم‌گونه به نام توکای توسی شناخته می‌شد.
در جنگل‌ها، درختزارها و پارک‌ها زندگی می‌کند. گسترهٔ زادآوری آن شمال شرق آرژانتین، شرق پاراگوئه و جنوب برزیل را دربر می‌گیرد و برخی رکوردهای جداشده در اروگوئه را شامل می‌شود. برخی از پرندگان در زمستان تا مرکز برزیل به شمال مهاجرت می‌کنند.